# Gacko
La municipalidad de Gacko se localiza dentro de la región de Trebinje, dentro de la República Srpska, en Bosnia y Herzegovina.

## Localidades
Esta municipalidad de la República Srpska, localizada en Bosnia y Herzegovina se encuentra subdividida en las siguientes localidades a saber:
- Avtovac
- Bahori
- Bašići
- Berušica
- Brajićevići
- Branilovići
- Cernica
- Čemerno
- Danići
- Dobrelji
- Domrke
- Donja Bodežišta
- Dramešina
- Dražljevo
- Drugovići
- Dubljevići
- Fojnica
- Gacko
- Gareva
- Gornja Bodežišta
- Gračanica
- Gradina
- Hodinići
- Igri
- Izgori
- Jabuka
- Jasenik
- Jugovići
- Kazanci
- Ključ
- Kokorina
- Kravarevo
- Kula
- Lipnik
- Lončari
- Luka
- Lukovice
- Ljeskov Dub
- Medanići
- Međuljići
- Mekavci
- Melečići
- Miholjače
- Mjedenik
- Mrđenovići
- Muhovići
- Nadinići
- Novi Dulići
- Platice
- Poda
- Pridvorica
- Pržine
- Ravni
- Rudo Polje
- Samobor
- Slivlja
- Soderi
- Srđevići
- Stambelići
- Stari Dulići
- Stepen
- Stolac
- Šipovica
- Šumići
- Ulinje
- Višnjevo
- Vratkovići
- Vrba
- Zagradci
- Zurovići
- Žanjevica

## Geografía
La ciudad de Gacko, cerca de Montenegro, está situada en los Alpes Dináricos en las orillas del río Trebišnjica. El municipio del mismo nombre tiene una superficie de 736 km², lo que lo hace uno de los principales municipios de Bosnia-Herzegovina.

## Demografía
Si se considera que la superficie total de este municipio es de 736 kilómetros cuadrados y su población está compuesta por unas 10.788 personas, se puede estimar que la densidad poblacional de esta municipalidad es de quince habitantes por cada kilómetro cuadrado de esta división administrativa.